# Marenholtz
von Marenholtz ist der Name eines lüneburgischen Uradelsgeschlechts mit gleichnamigem Stammhaus, welches im Jahre 1667 durch kaiserliches Handschreiben in den Reichsfreiherrenstand erhoben wurde.  

## Geschichte
Die Familie wird mit dem Knappen Harnyt de Marnholte 1305 erstmals urkundlich erwähnt. Die Familie besaß seit dem Mittelalter das Schloss in Groß Schwülper (1972 abgerissen) und wurde durch Kaiserliches Handschreiben vom 26. Juni 1667 für Conrad Ascan von Marenholtz, den damaligen kurfürstlich brandenburgischen Gesandten auf dem Reichstag zu Regensburg, in den Reichsfreiherrenstand erhoben. Am 6. November 1682 wurde die Freiherrenwürde auch für Ascanius Christoph von Marenholtz und seine ehelichen Nachkommen bestätigt.
Zum Besitz zählten zeitweise auch Marenholtz, die Wasserburg Bahrdorf, Dieckhorst, Flettmar, Gerstenbüttel, Groß Schwülper und die Rittergüter Nordsteimke, Warmbüttel und Warxbüttel.

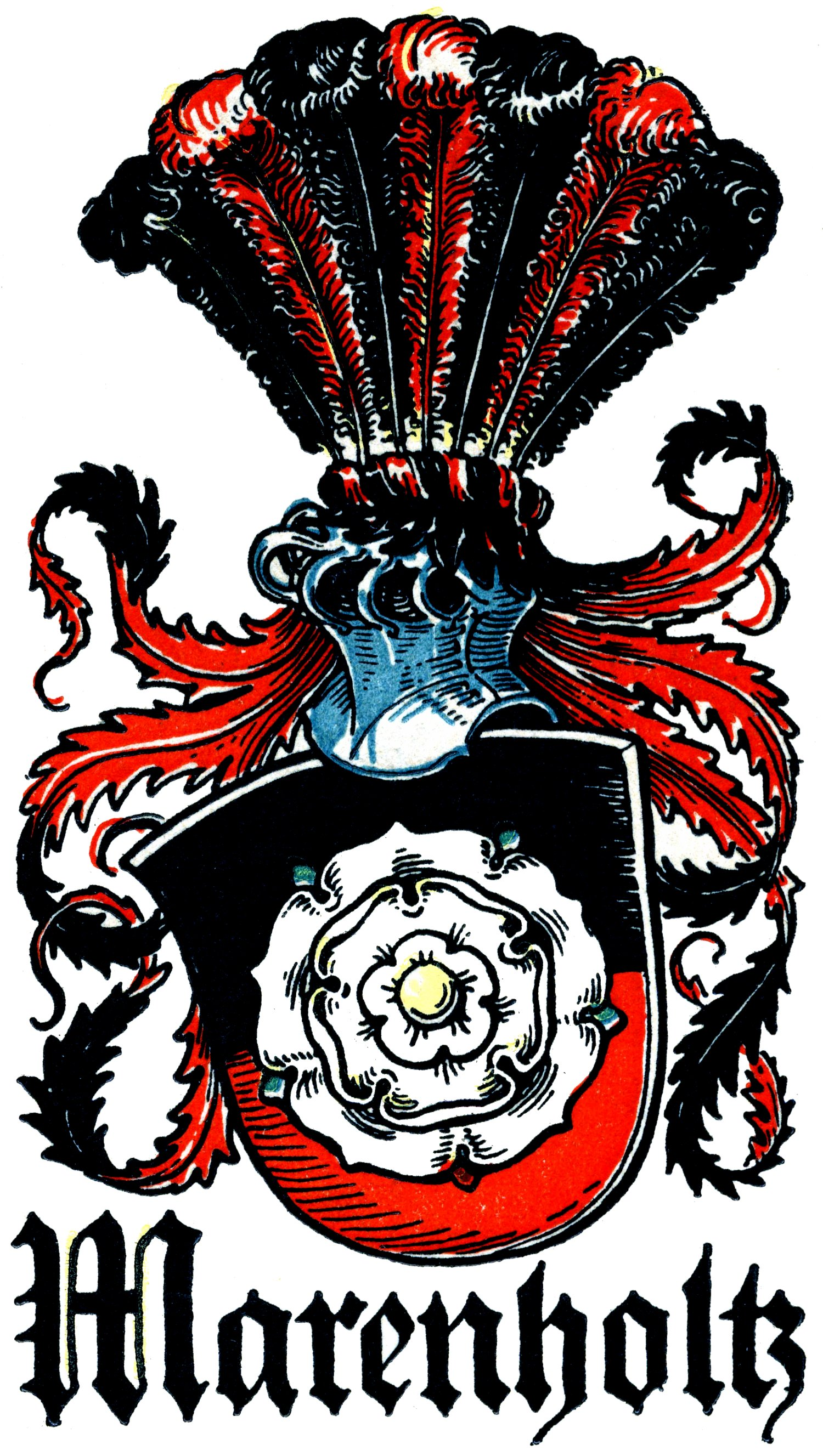
Wappengrafik von Otto Hupp im Münchener Kalender von 1934

## Wappen
Von Rot und Schwarz geteilt und belegt mit einer fünfblättrigen silbernen Rose; auf dem Helm mit rechts schwarz-silbern, links rot-silbernen Decken fünf abwechselnd rot und schwarze Straußenfedern. Die Devise lautet Bene sperando nec male habendo.

## Bekannte Vertreter
- Boldewin von Marenholtz († 1532), Theologe, Abt des Michaelisklosters in Lüneburg, Präsident des Landgerichts in Uelzen
- Asche Claus von Marenholtz (* 1588 † 1664), braunschweig-wolfenbütteler Drost und Schatzrat

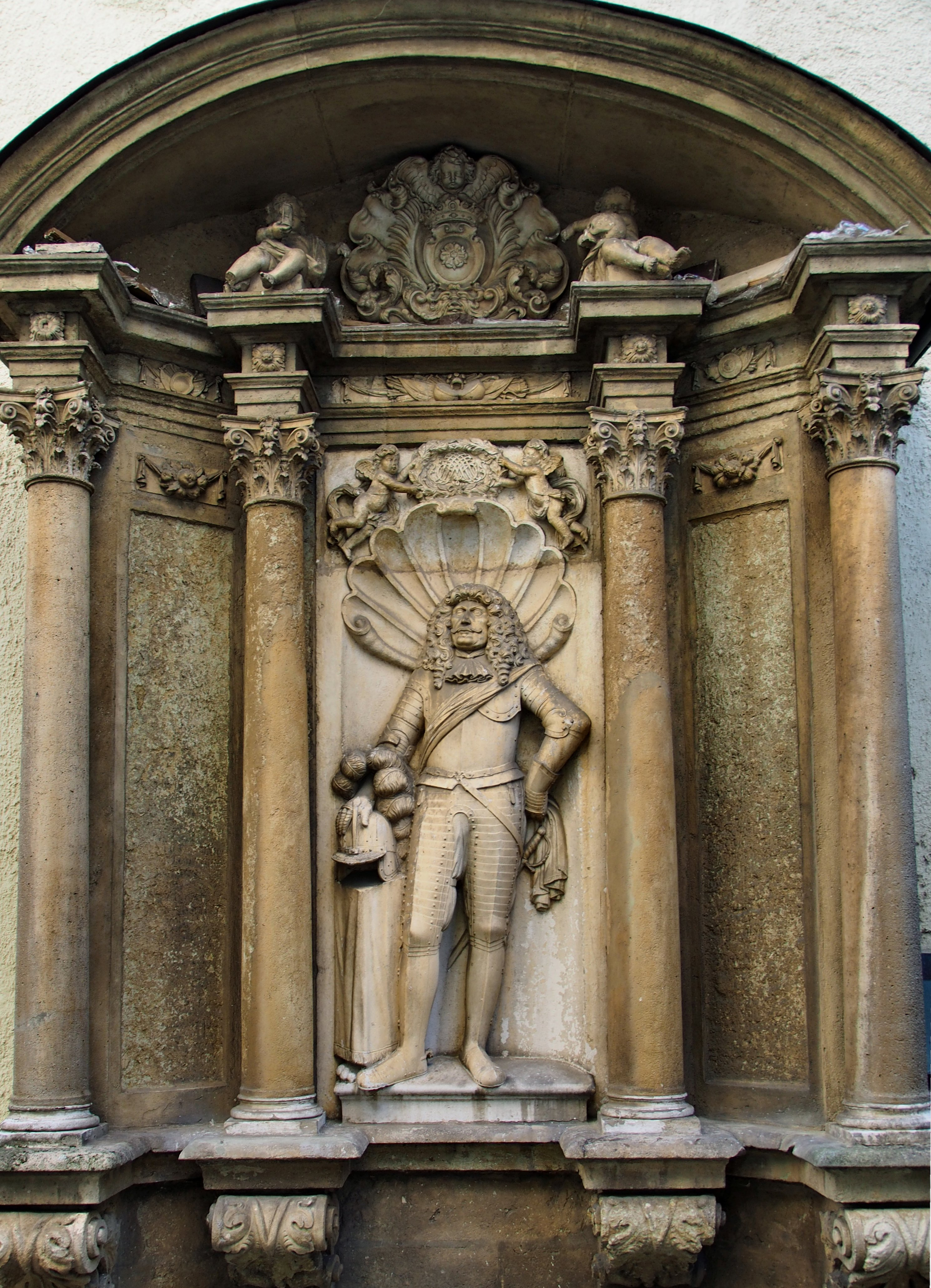
Epitaph Curt Asche von Marenholtz (1619–1674)

- Johann von Marenholz (* 1617; † 1651), Ostfriesischer Geheimer Rat sowie Drost von Berum
- Curt Asche von Marenholtz, auch genannt Konrad Ascanius Baron von Marenholz, Erbherr in Nienhagen, Dickhorst, Sylla, Wachtschitel und Dohren.(* 25. Oktober 1619; † 29. Oktober 1674 in Regensburg), kurfürstlich Brandenburgischer Geheimer und Halberstädtischer Regierungsrat, Cammerer, Hauptmann zu Gattersleben und Crotdorff auf Nienhagen und Schmatzfeld. Präsident der Regierung des Bistums Halberstadt. Reichsfreiherr ab 1667 und als bevollmächtigter Gesandter für Kur-Brandenburg und das Bistum Halberstadt von 1662 bis 1674 Gesandter am Immerwährenden Reichstag in Regensburg.

Für Curt Asche von Marenholtz wurde nach seinem Tod auf dem Gesandtenfriedhof südlich der Dreieinigkeitskirche, unmittelbar am Gitter zur dort westlich verlaufenden Predigergasse ein großes, von seinen Erben finanziertes Barock-Epitaph errichtet, das den verstorbenen Gesandten als Ganzfigur in Ritterrüstung zeigt, geschmückt mit Allongeperücke. Die ehemaligen beidseitigen Inschriften sind auf dem Denkmal nicht erhalten, wurden aber vor dem Verlust erfasst und dokumentiert. In der Inschrift wird der verstorbene Gesandte als würdevoller, freundlicher Preuße geschildert, der im Leben friedfertig war und sowohl die Ruhe im Staat als auch die Ruhe im eigenen Hause liebte.
- Asche (Ascan) Christoph von Marenholtz (* 1645 † 1713), Neffe des Curt Asche von Marenholtz, Braunschweig-Lüneburgischer Geheimer Rat, Kameralist, Studium in Helmstedt, Bildungsreisen in Italien und Frankfurt; nach dem Kriegsdienst als Geheimer Rat bei Herzog Georg Wilhelm von Braunschweig Lüneburg, Kurfürst Ernst August von Hannover, Herzog Rudolf August von Braunschweig-Wolfenbüttel als Gesandter zu Kaiser Leopold nach Wien.[4] Er war Alleinerbe seines Onkels und ließ für ihn 1674/75 auf dem Gesandtenfriedhof in Regensburg das erste Epitaph für einen Gesandten von letztlich erbauten 20 großen Epitaphien errichten[4]

- Wilhelm Albrecht Christian von Mahrenholtz (1752–1808), Maire der Stadt Braunschweig
- Bertha von Marenholtz-Bülow (1810–1893), Frauenrechtlerin und Kindergarten-Pädagogin
- Margarete von Hindenburg (1897–1988), geborene Freiin von Marenholtz, Schwiegertochter des Reichspräsidenten Paul von Hindenburg
- Johannes von Mahrenholtz d. Ä. (1513–1538), Domdekan in Halberstadt
- Anja von Marenholtz (* 1971), deutsche Politikerin (Bündnis 90/Die Grünen), MdL